# Igor Coronado
Igor Caique Coronado (Londrina, 18 de agosto de 1992) é um futebolista ítalo-brasileiro que atua como meio-campista. Atualmente joga no Sharjah FC, dos Emirados Árabes Unidos.

## Carreira

### Início
Jogou na base do Londrina e, antes de completar 14 anos, foi para a Europa. Em 2007, aos 15 anos, foi contratado pelo clube inglês Milton Keynes Dons.  Em 7 de maio de 2011, aos 18 anos, foi relacionado para o último jogo do clube na temporada 2010–11 contra o Oldham Athletic. Após sua liberação do clube ao final daquela temporada, Coronado se juntou ao time reserva do Grasshopper por um breve período antes de assinar com o Banbury United, clube inglês da sétima divisão.

### Floriana
Em novembro de 2012, foi anunciado pelo Floriana, clube da Premier League maltesa. Realizou sua estreia no dia 10 de novembro, em um empate por 2–2 fora de casa com o Melita. Marcou seu primeiro gol na liga no dia 10 de dezembro, em uma vitória em casa por 3–1 sobre o Balzan. Seu gol, o terceiro da partida para o Floriana, saiu aos 48 minutos. Durante sua passagem, Coronado marcou um total de 32 gols em 63 jogos no campeonato, incluindo três hat-tricks.

### Trapani
Em 12 de agosto de 2015, foi anunciado pelo Trapani por empréstimo de uma temporada para disputa da Serie B. Estreou pela equipe no dia 6 de setembro, marcando na vitória por 3–0 em casa sobre o Ternana. Seu primeiro gol no campeonato também veio nessa partida, aos 52 minutos.

### Palermo
Igor Coronado foi anunciado pelo Palermo no dia 11 de julho de 2017, assinando contrato por quatro temporadas. Sua estreia na liga aconteceu no dia 26 de agosto, com uma vitória em casa por 2–0 sobre o Spezia. Ele deu uma assistência naquela partida, preparando Ilija Nestorovski para seu gol aos 52 minutos. Seu primeiro gol na liga pelo Palermo veio em 9 de setembro de 2017, em um empate em casa por 3–3 com o Empoli. Seu gol, auxiliado por Eddy Gnahoré, veio aos 14 minutos. Seu primeiro hat-trick na liga pelo Palermo veio em 25 de março de 2018, em uma vitória por 4–0 sobre o Carpi. Seus gols, o primeiro deles de pênalti, aconteceram aos 18, 47 e 76 minutos. O segundo gol foi assistido por Andrea Rispoli, e o terceiro veio de Gabriele Rolando.

### Sharjah
Em 17 julho de 2018, foi anunciado pelo Sharjah. Pouco menos de um ano depois, no dia 26 de maio de 2019, sagrou-se campeão da Liga Pro dos Emirados Árabes Unidos. Em 14 de setembro, foi campeão da Supercopa dos Emirados Árabes Unidos.

### Al-Ittihad
Em 7 julho de 2021, foi anunciado pelo Al-Ittihad por uma taxa de 12 milhões de dólares. Em 29 de janeiro de 2023, foi campeão da Supercopa da Arábia Saudita. Já no dia 22 de fevereiro, o jogador renovou o seu contrato com o clube árabe até 2025. Em 27 de maio, Coronado sagrou-se campeão do Campeonato Saudita 2022–23.
No dia 7 de fevereiro de 2024, o meia rescindiu seu contrato com o Al-Ittihad. Dias depois, Igor Coronado despediu-se do clube saudita e recebeu uma homenagem.

### Corinthians

#### 2024
Foi anunciado pelo Corinthians, o primeiro clube brasileiro em sua carreira, no dia 16 de fevereiro de 2024, assinando contrato até 2026. Sua chegada foi sem custo de transferência e o clube obteve 100% dos direitos econômicos do atleta. Em seu início de trabalho, o atleta começou uma "mini pré-temporada" para estar 100% fisicamente e poder estrear. No dia 20 de fevereiro, Igor Coronado foi apresentado oficialmente no CT Joaquim Grava. O meia realizou sua estreia com a camisa do Corinthians no dia 2 de março, na vitória por 3–2 contra o Santo André, na Neo Química Arena, em partida válida pelo Campeonato Paulista. Após sua estreia, o atleta foi diagnosticado com com uma lesão no músculo reto femoral da coxa direita. Ao final do tratamento de sua lesão, Coronado acabou contraindo dengue e teve seu retorno aos gramados adiado.
Depois de se recuperar completamente, foi relacionado por António Oliveira para o jogo contra o Nacional, pela Copa Sul-Americana, no dia 9 de abril. Na ocasião, o jogador entrou e deu uma assistência na goleada por 4–0. Coronado marcou seu primeiro gol pelo Timão no dia 28 de maio, na vitória por 3–0 contra o Racing-URU, na Neo Química Arena, válida pela Sul-Americana. Titular na partida, o meia marcou um golaço no segundo tempo, driblando três jogadores e finalizando cruzado para fechar o placar. Igor Coronado voltou a balançar as redes no dia 16 de junho, marcando um bonito gol no empate por 2–2 contra o São Paulo, pela 9ª rodada do Campeonato Brasileiro. Ao fim de sua primeira temporada pelo Timão, o jogador terminou como reserva depois de perder espaço com a ascensão de Rodrigo Garro. Coronado disputou 45 partidas, sendo apenas 18 como titular, e contribuiu com quatro gols e cinco assistências.

#### 2025
Titular em sua primeira partida do ano, realizada no dia 19 de janeiro, Igor Coronado marcou um gol de falta e abriu o placar na vitória por 2–1 contra o Velo Clube. Em 27 de março, sagrou-se campeão do Campeonato Paulista 2025 após o empate contra o Palmeiras por 0x0, porém o jogo de ida o Corinthians venceu por 1-0. Em 28 de Junho de 2025, o Corinthians e o jogador entraram em acordo para a rescisão do contrato que era válido até fevereiro de 2026. O acordo foi selado em uma reunião entre o clube e os representantes do jogador.

### Retorno ao Sharjah
Em 4 de julho de 2025, após rescindir o contrato com o Corinthians, Coronado foi anunciado pelo Sharjah, dos Emirados Árabes Unidos. O acordo entre as partes é válido por duas temporadas. Esta será a segunda passagem do atleta pelo clube emiradense, onde jogou entre 2018 e 2021.

## Estatísticas
Atualizadas até 27 de maio de 2025
| Clube             | Temporada         | Campeonato nacional | Campeonato nacional | Campeonato nacional | Copa nacional[a] | Copa nacional[a] | Copa nacional[a] | Competições continentais[b] | Competições continentais[b] | Competições continentais[b] | Outros torneios[c] | Outros torneios[c] | Outros torneios[c] | Total | Total | Total   |
| Clube             | Temporada         | Jogos               | Gols                | Assist.             | Jogos            | Gols             | Assist.          | Jogos                       | Gols                        | Assist.                     | Jogos              | Gols               | Assist.            | Jogos | Gols  | Assist. |
| ----------------- | ----------------- | ------------------- | ------------------- | ------------------- | ---------------- | ---------------- | ---------------- | --------------------------- | --------------------------- | --------------------------- | ------------------ | ------------------ | ------------------ | ----- | ----- | ------- |
| Floriana          | 2012–13           | 21                  | 14                  | 5                   | 2                | 1                | 0                | —                           | —                           | —                           | —                  | —                  | —                  | 23    | 15    | 5       |
| Floriana          | 2013–14           | 31                  | 14                  | 7                   | 2                | 1                | 0                | —                           | —                           | —                           | —                  | —                  | —                  | 31    | 15    | 7       |
| Floriana          | 2014–15           | 11                  | 5                   | 0                   | —                | —                | —                | —                           | —                           | —                           | —                  | —                  | —                  | 11    | 5     | 0       |
| Floriana          | Total             | 63                  | 33                  | 12                  | 4                | 2                | 0                | —                           | —                           | —                           | —                  | —                  | —                  | 67    | 35    | 12      |
| Trapani           | 2015–16           | 41                  | 8                   | 6                   | 1                | 0                | 0                | —                           | —                           | —                           |                    |                    |                    | 42    | 8     | 6       |
| Trapani           | 2016–17           | 34                  | 11                  | 8                   | 2                | 1                | 0                | —                           | —                           | —                           | —                  | —                  | —                  | 36    | 12    | 8       |
| Trapani           | Total             | 75                  | 19                  | 14                  | 3                | 1                | 0                | —                           | —                           | —                           | —                  | —                  | —                  | 78    | 20    | 14      |
| Palermo           | 2017–18           | 42                  | 9                   | 11                  | 1                | 0                | 0                | —                           | —                           | —                           | —                  | —                  | —                  | 43    | 9     | 11      |
| Palermo           | Total             | 42                  | 9                   | 11                  | 1                | 0                | 0                | —                           | —                           | —                           | —                  | —                  | —                  | 43    | 9     | 11      |
| Al Sharjah        | 2018–19           | 26                  | 17                  | 9                   | 6                | 2                | 0                | —                           | —                           | —                           | —                  | —                  | —                  | 32    | 19    | 9       |
| Al Sharjah        | 2019–20           | 11                  | 7                   | 7                   | 6                | 3                | 2                | 2                           | 0                           | 2                           | 1                  | 0                  | 0                  | 18    | 10    | 9       |
| Al Sharjah        | 2020–21           | 25                  | 17                  | 5                   | 3                | 2                | 0                | 5                           | 2                           | 1                           | 1                  | 0                  | 0                  | 36    | 21    | 8       |
| Al Sharjah        | Total             | 62                  | 41                  | 21                  | 15               | 7                | 2                | 7                           | 2                           | 3                           | 2                  | 0                  | 0                  | 86    | 50    | 26      |
| Al–Ittihad        | 2021–22           | 19                  | 5                   | 10                  | 2                | 0                | 0                | —                           | —                           | —                           | —                  | —                  | —                  | 21    | 5     | 10      |
| Al–Ittihad        | 2022–23           | 28                  | 6                   | 14                  | 3                | 0                | 1                | —                           | —                           | —                           | 2                  | 0                  | 1                  | 33    | 6     | 16      |
| Al–Ittihad        | 2023–24           | 15                  | 5                   | 7                   | —                | —                | —                | 3                           | 0                           | 2                           | 2                  | 0                  | 0                  | 20    | 5     | 9       |
| Al–Ittihad        | Total             | 62                  | 16                  | 31                  | 5                | 0                | 1                | 3                           | 0                           | 2                           | 4                  | 0                  | 1                  | 74    | 16    | 35      |
| Corinthians       | 2024              | 30                  | 1                   | 2                   | 6                | 0                | 1                | 8                           | 3                           | 2                           | 1                  | 0                  | 0                  | 45    | 4     | 5       |
| Corinthians       | 2025              | 6                   | 1                   | 0                   | 1                | 0                | 0                | 6                           | 0                           | 0                           | 9                  | 2                  | 0                  | 22    | 3     | 0       |
| Corinthians       | Total             | 36                  | 2                   | 2                   | 7                | 0                | 1                | 14                          | 3                           | 2                           | 10                 | 2                  | 0                  | 67    | 7     | 5       |
| Total na carreira | Total na carreira | 340                 | 120                 | 91                  | 35               | 10               | 4                | 24                          | 5                           | 7                           | 16                 | 2                  | 1                  | 415   | 137   | 103     |

- a. ^ Jogos da Copa Maltesa, Copa da Itália, Copa dos Presidents, Copa da Liga dos Emirados Árabes, Copa do Rei da Árabia Saudita e Copa do Brasil
- b. ^ Jogos da Liga dos Campeões da AFC, Copa Sul-Americana e Copa Libertadores da América
- c. ^ Jogos da Supertaça Emirados Árabes, Supertaça Arábia Saudita, Mundial de Clubes e Campeonato Paulista

## Títulos
Floriana
- Copa de Verão de Malta: 2013[carece de fontes?]

Sharjah4
- Liga Pro dos Emirados Árabes Unidos: 2018–19[carece de fontes?]
- Supercopa dos Emirados Árabes Unidos: 2019[carece de fontes?]

Al-Ittihad
- Supercopa da Arábia Saudita: 2022[carece de fontes?]
- Campeonato Saudita de Futebol: 2022–23[carece de fontes?]

Corinthians
- Campeonato Paulista: 2025[carece de fontes?]

### Prêmios individuais
- Melhor Jogador Estrangeiro da Maltese Premier League: 2013[52]
- Jogador do Mês da Liga Profissional Saudita: setembro de 2021[53]